# Point (Texas)
Point es una ciudad ubicada en el condado de Rains en el estado estadounidense de Texas. En el Censo de 2010 tenía una población de 820 habitantes y una densidad poblacional de 113,72 personas por km².

## Geografía
Point se encuentra ubicada en las coordenadas 32°56′14″N 95°51′48″O / 32.93722, -95.86333. Según la Oficina del Censo de los Estados Unidos, Point tiene una superficie total de 7.21 km², de la cual 7.14 km² corresponden a tierra firme y (1.01%) 0.07 km² es agua.

## Demografía
Según el censo de 2010, había 820 personas residiendo en Point. La densidad de población era de 113,72 hab./km². De los 820 habitantes, Point estaba compuesto por el 91.71% blancos, el 2.32% eran afroamericanos, el 0.61% eran amerindios, el 0.49% eran asiáticos, el 0% eran isleños del Pacífico, el 2.93% eran de otras razas y el 1.95% pertenecían a dos o más razas. Del total de la población el 7.56% eran hispanos o latinos de cualquier raza.